# Secret Garden (duo)
Pour les articles homonymes, voir Secret Garden.
Secret Garden est un duo irlando-norvégien formé de Fionnuala Sherry et Rolf Løvland qui joue de la musique instrumentale.
Ils remportent le Concours Eurovision de la chanson 1995 pour la Norvège avec la chanson Nocturne. Rolf est également le premier interprète de la chanson You Raise Me Up sur l'album Once in a red moon, reprise et popularisée ensuite par Josh Groban.

## Discographie

### Albums studio
- 1995 - Songs from a Secret Garden
- 1997 - White Stones
- 1999 - Dawn of a New Century
- 2002 - Once in a Red Moon
- 2005 - Earthsongs
- 2007 - Inside I'm Singing
- 2011 - Winter Poem
- 2014 - Just the Two of Us
- 2019 - Storyteller
- 2020 - Sacred Night (With Cathrine Iversen)
- 2024 - Songs in the Circle of Time

### Compilations et Albums en public
- 1998 - Fairytales: Highlights From Secret Garden
- 2016 - Live At Kilden: 20th Anniversary Concert (With Kristiansand Symphony Orchestra)
- 2020 - Nocturne: The 25th Anniversary Collection